# Нигматуллино
Нигматуллино (баш. Ниғмәтулла) — село в Нигматуллинском сельсовете Альшеевского района Республики Башкортостан России. Живут татары (2002).

## География
Расположено на р. Такелга (приток р. Уршак).

### Географическое положение
Расстояние до:
- районного центра (Раевский): 33 км,
- ближайшей железнодорожной станции (Раевка): 33 км.

## История
Основано мишарями по договору 1793 о припуске на вотчинных землях башкир Яик-Суби-Минской волости Белебеевского уезда. Названо по имени первопоселенца Нигматуллы Янышева. Было известно также как Меляшево, Маляш.
На тех же условиях в 1811, 1830 здесь поселились новые группы мишарей.
Занимались земледелием, скотоводством, пчеловодством, плотницким делом, плетением лаптей.
По сведениям переписи 1897 года, в деревне Нигаметуллина (Маляшева) Белебеевского уезда Уфимской губернии жили 2168 человек (1061 мужчина и 1107 женщин), из них 2166 мусульман.

## Население
| 2002 | 2009 | 2010 |
| ---- | ---- | ---- |
| 614  | ↘593 | ↘553 |

Историческая численность населения: в 1865 в 252 дворах проживало 1559 человек; в 1906—2535 чел.; 1920—2963; 1939—1902; 1959—1072; 1989—664; 2002—614; 2010—553.
Национальный состав
Согласно переписи 2002 года, преобладающая национальность — татары (89 %).

## Инфраструктура
Есть основная школа, детсад, фельдшерско-акушерский пункт, ДК, библиотека.
Было до советской власти 2 мечети, 2 училища, 2 водяные мельницы. В 1906 зафиксировано 3 мечети, водяная мельница, бакалейная лавка, 3 хлебозапасных магазина.

## Религия
В селе есть мечеть.

## Известные уроженцы и жители
Среди уроженцев Г. Ф. Галиев, А. Р. Накеев, Ф. Г. Садыков, Х. Р. Султанаев, Х. Г. Юсупов.
- Накеев, Агля Рахманович (11 июля 1908, Нигматуллино, Уфимская губерния — 4 июня 1976, Уфа) — главный агроном, заместитель директора Башкирского треста молочных и свиноводческих совхозов. Герой Социалистического Труда.
- Юсупов, Хамит Габбасович (15 июня 1916 года — 21 января 1993 года) — бульдозерист конторы строймеханизации управления по строительству Салаватского нефтехимического комбината, Башкирская АССР, Герой Социалистического Труда, участник Великой Отечественной войны.
- Касыйм Вахит (тат. Касыйм Вахит) (1916—1942) — татарский писатель.

В селе детские годы провёл Расим Закирович Амиров (28 февраля 1923, Буздяк, Башкирская АССР — 1995, Уфа) — терапевт, почётный академик Академии наук Республики Башкортостан (1991), доктор медицинских наук (1968). Воспитанием внука занимались его дедушка и бабушка в деревне Нигматуллино.